# Calycogonium revolutum
Calycogonium revolutum är en tvåhjärtbladig växtart som beskrevs av Brother Alain. Calycogonium revolutum ingår i släktet Calycogonium och familjen Melastomataceae. Inga underarter finns listade i Catalogue of Life.